# Комаров, Никита Геннадьевич
Никита Геннадьевич Комаров (род. 28 июня 1988, Новополоцк, Витебская область) — белорусский и российский хоккеист, нападающий. Мастер спорта России (2023)

## Биография
Родился 28 июня 1988 года в городе Новополоцке. Воспитанник новополоцкого хоккея. Выступал в составе местной команды «Химик-СКА» в Экстралиге Белоруссии, а затем — в других командах белорусского чемпионата и Высшей хоккейной лиги в России. В сезоне 2014/15 дебютировал в КХЛ за команду Автомоболист из Екатеринбурга. Зарекомендовал себя как один сильнейших тафгаев лиги. В 2020—2022 годах играл за омский «Авангард», став в сезоне 2020/21 обладателем Кубка Гагарина. Сезон 2022/23 провёл в СКА. С сезона 2023/24 — в «Сочи».
В составе белорусской сборной провёл 26 матчей, в том числе выступал на Чемпионате мира-2016. В 2017 году отказался от белорусского спортивного гражданства, чтобы не считаться легионером в московском «Динамо».
Летом 2024 года Комаров вошел в тренерский штаб «Академии СКА-Юниор» на сезон-2024/2025 в МХЛ. В июле 2025 года вошел в тренерский штаб ХК «Академия Динамо Красная Машина Юниор» — команды-новичка Молодежной хоккейной лиги, которая будет представлять Московскую область. 

## Достижения

### Командные
| Год  | Команда  | Достижение                                 | Достижение |
| ---- | -------- | ------------------------------------------ | ---------- |
| 2021 | Авангард | Обладатель Кубка Гагарина / чемпион России |            |